# Худай Хидматгаран

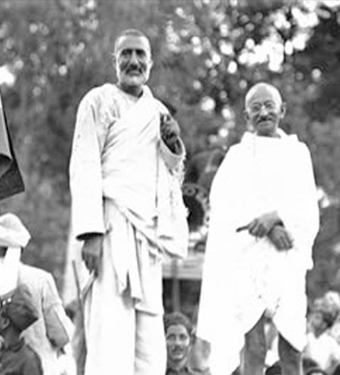
Лидер Худай Хидматгаран Абдул-Гаффар Хан с Махатмой Ганди, 1940-е годы.

Худай Хидматгаран (пушту خدای خدمتگار‎ — «Слуги Бога») — общественное движение ненасильственной группы пуштунов Северо-Западной пограничной провинции Британской Индии, созданное Абдулом Гаффар-ханом. Участники движения, будучи мусульманами, разделяли позицию Махатмы Ганди и были против раздела Британской Индии. Также были известны как Сурх пош (урду سرخ پوش‎ — «одетые в красное»).

## История
В то время как правительство Афганистана было готово сотрудничать с Индийским национальным конгрессом, пуштунское население Британской Индии желало полной независимости от Индии. Когда решение о независимости Индии было объявлено, в него вошло право на проведение референдума в Северо-Западной пограничной провинции, поскольку он находился под властью Худай Хидматгарана и поддерживаемого Конгрессом, правительства доктора Абдул-Джаббара Хана. Жителям провинции были даны два варианта ответа на референдуме: вступить в состав Пакистана или остаться в составе Индии. Право на полную независимость региона не было предусмотрено.

## Конец движения
21 июня 1947 года, члены движения Худай Хидматгаран и другие лидеры провинции собрались под председательством Амира Мохаммада Хана в Банну и пришли к выводу, что в данном виде референдум абсолютно не приемлем и так как независимость Пуштунистана не была предусмотрена, они объявили бойкот референдума. Когда голосование было завершено, подавляющее большинство жителей провинции проголосовали за присоединение к Пакистану. В результате Северо-Западная пограничная провинция вошла в состав Пакистана.